# Ёльнё

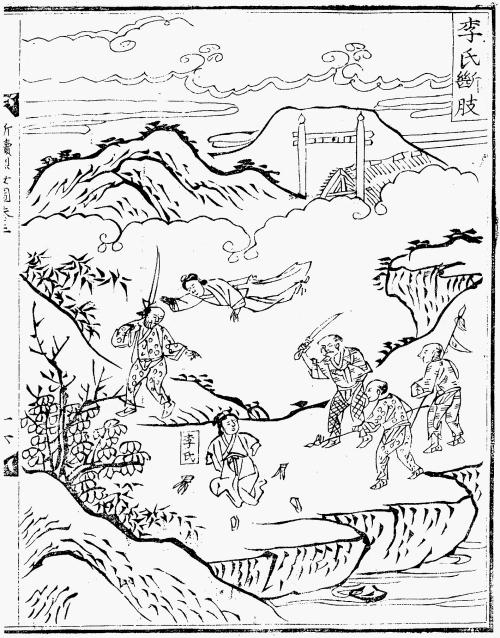
В этой иллюстрации из Донгук Синсок Самган Хэнсильдо, иллюстрированной книги конфуцианских историй морали, напечатанной в эпоху раннего Чосона, чтобы привить неоконфуцианские ценности всему населению, женщина по имени Ли предпочитает потерять свои руки и ноги, а не целомудрие, будучи изнасилованной.

Ёльнё (кор. 열녀, 烈女), также Ёльбу́ (кор. 열부, 烈婦) — определение «добродетельной женщины» в корейском государстве Чосон.
В Чосоне упор делался на изучение конфуцианства и неоконфуцианства. Женщин учили быть почтительными по отношению к своим родителям и родственникам, верным своим мужьям и подчиняться своим сыновьям после смерти мужей. «Кёнгук тэджон» — свод законов, составленный в начале периода Чосон, предусматривал «запрет на повторный брак вдов». Вдовы, вступившие в повторный брак, могли быть приговорены к смертной казни.
Женское целомудрие и верность супругу считались настолько важными, что правительство давало награды[уточнить], называемые ёльнё, тем, кто вёл образцовую жизнь, оставаясь верным своим покойным мужьям. Первоначально предназначенная для того, чтобы подать хороший пример, награда создала ситуацию, которая ухудшилась в конце чосонской эпохи, когда вдовы убивали себя, чтобы их признали «добродетельными женщинами» — титул, который приносил честь обеим сторонам семьи. Дошло до того, что обручённая женщина, невеста кончала жизнь самоубийством, если её будущий муж умирал до свадебной церемонии.